# حقوق الإنسان في رومانيا

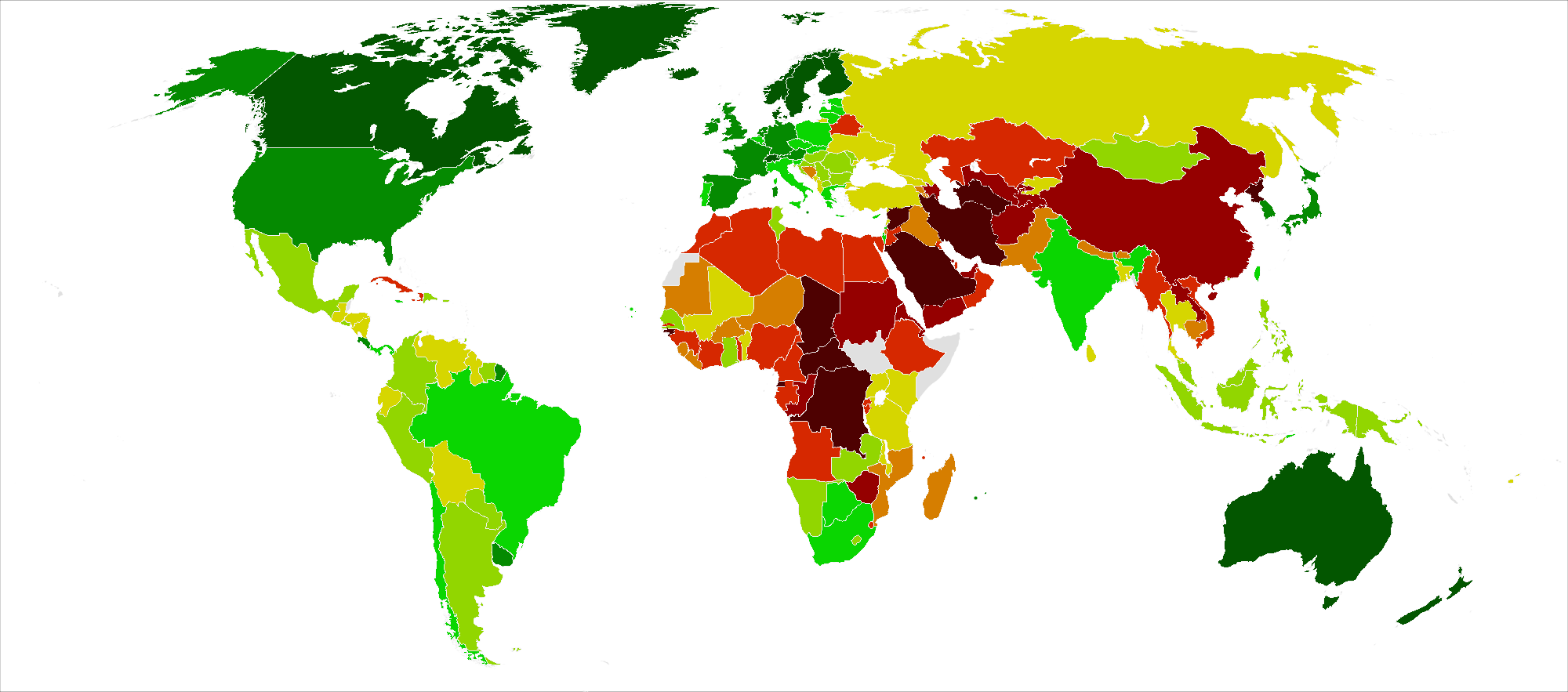

حقوق الإنسان في رومانيا محترمة عادةً من قبل الحكومة. ومع ذلك، كان هناك قلق بخصوص مزاعم وحشية الشرطة، سوء معاملة الأقليات من الغجر، فساد في الحكومة، ظروف سيئة في السجون، واستقلال قضاء مُخترق. وصُنفت رومانيا في المرتبة 59 من بين 167 بلدًا في عام 2015 في مؤشر الديمقراطية ووصفت بأنها «ديموقراطية معيبة»، مشابهةً لبلدان أخرى في أوروبا الوسطى والشرقية.

## الفساد والانتهاكات المؤسسية
الفساد في رومانيا هو مشكلة نظامية خطيرة، بحسب تقرير مكافحة الفساد للمفوضية الأوروبية. على الرغم من أن الصراع ضد الفساد اتجه تصاعديًا في السنين الأخيرة، وأدت التحقيقات التي قامت بها المديرية الوطنية لمكافحة الفساد (NAD) إلى محاكمة رئيس الوزراء السابق في عام 2015 ونوابٍ جمهوريين آخرين مهمين،  فما زال الفساد يؤثر على عدة جوانب من الحياة. ويُسلط تقرير وزارة الخارجية الأمريكية عن حقوق ممارسات حقوق الإنسان الضوء على أن الرشاوى بقيت شيئًا طبيعيًا في القطاع العام. رومانيا وبلغاريا هما البلدان الوحيدان من الاتحاد الأوروبي اللذان يُراقبان من قبل آلية التعاون والتحقق. تأسست آلية التعاون والتحقق في الوقت الذي انضمت فيه رومانيا للاتحاد الأوروبي في عام 2007 لعلاج العيوب في الإصلاح القضائي ومكافحة الفساد.
وبالرغم من وجود تحسينات ملحوظة، ما زال الفساد مشكلة تؤثر على مجالات عدة من الحياة. وبالرغم من احتواء القوانين والتشريعات الرومانية على أحكام لمنع الفساد، فتطبيقها كان ضعيفًا بصورة عامة حتى الآن. وقد تضررت صورة رومانيا بشكل سيئ بسبب أزمة عام 2012 السياسية، عندما أعربت المفوضية الأوروبية عن مخاوفها بشأن سيادة القانون. وانتقدت المفوضية أيضًا رومانيا لفشلها في اقتلاع الفساد والتأثير السياسي في مؤسسات الدولة لديها. كانت الاحتجاجات الرومانية لعام 2017 احتجاجاتٍ شعبية كبيرة ضد خطط الحكومة لإلغاء تجريم بعض أشكال الفساد.
وحشية الشرطة هي مشكلة أيضًا. نُزع سلاح الشرطة الرومانية عام 2002، وأُعيد تنظيمها لغرض تحديثها والتخلص من الممارسات التعسفية السابقة الموروثة من الحقبة الشيوعية. ولكن المشاكل مثل وحشية الشرطة استمرت وفقًا للتقارير. وبحسب التقارير القطرية الأمريكية عن ممارسات حقوق الإنسان، أعلنت وسائل الإعلام والمنظمات غير الحكومية أن «الشرطة أساءت معاملة وانتهكت السجناء والأشخاص المحتجزين قبل محاكمتهم، والغجر، ومواطنين آخرين، بصورة رئيسية عن طريق استعمال القوة ومن ضمنها الضرب». وضعية السجون هي مشكلة أخرى: في عام 2017، حكمت المحكمة الأوروبية لحقوق الإنسان أن ظروف الاحتجاز في السجون الرومانية تعتبر انتهاكًا للاتفاقية الأوروبية لحقوق الإنسان.

## حرية الصحافة
لقد اتُهمت الحكومة في بعض الأوقات بتقييد حريات الصحافة، ادعى الصحفيون الذين كتبوا تقاريرًا ينتقد السياسات والإجراءات الحكومية أنهم كانوا أهدافاً للمضايقة والتخويف خلال الانتخابات الرئاسية الرومانية لعام 2004. وقد صُنفت رومانيا في المرتبة 46 من بين 178 بلدًا في مؤشر حرية الصحافة العالمي لمراسلون بلا حدود لعام 2017؛ ووصف تقرير آخر لفريدم هاوس الصحافة الرومانية بأنها «حرة جزئيًا».
كان هناك وعي متزايد بالاتجار بالبشر باعتباره قضية حقوق إنسان في أوروبا (انظر إلى المقالة الرئيسية: الاتجار بالبشر في رومانيا). ولقد ساهمت نهاية الشيوعية في زيادة الاتجار بالبشر، مع كون أغلب الضحايا نساءً مُجبرات على الدعارة. رومانيا هي بلد المصدر وبلد العبور للأشخاص، وبشكل رئيسي النساء والأطفال المتاجر بهم لغرض الاستغلال الجنسي. ولقد أظهرت الحكومة الرومانية التزامًا لمحاربة الاتجار بالبشر ولكن وُجهت إليها انتقادات لفشلها في الامتثال للمعايير الدنيا للقضاء على الاتجار بالبشر بشكل كامل.
قانون العقوبات الروماني الجديد الذي دخل حيز التنفيذ في 1 فبراير عام 2014، أنشأ عدة جرائم ضد العبودية، الاتجار بالبشر، الاتجار بالأطفال، القوادة، العمل غير الحر، واستعمال أشخاص مُستغَلين (الفقرة 182 استغلال شخص، الفقرة 209 العبودية، الفقرة 210 الاتجار بالبشر، الفقرة 211 الاتجار بالأشخاص تحت السن القانوني، الفقرة 214 استغلال التسول، الفقرة 216 استعمال خدمات شخص مُستغَل).
أقرّت رومانيا اتفاقية مجلس أوروبا بخصوص مكافحة الاتجار بالبشر؛ وهي أيضًا طرف في بروتوكول منع وقمع ومعاقبة الاتجار بالأشخاص وخاصة النساء والأطفال.

## حقوق الأطفال
حقوق الأطفال محمية بواسطة عدة قوانين؛ ولدى رومانيا أيضًا التزامات عالمية بسبب الاتفاقيات التي صادقت عليها.
الأطفال لديهم حقوق، بغض النظر عما إذا كانوا مولودين خارج أو داخل علاقة زواج. وهذا منصوص عليه في الدستور الروماني، في الفقرة 48 (3) والتي تقول «الأطفال المولودون خارج الزواج يتساوون أمام القانون مع المولودين داخل الزواج»؛ وأيضًا طبقًا للفقرة 260 من القانون المدني. بالإضافة إلى ذلك، فقد أقرّت رومانيا الاتفاقية الأوروبية بخصوص الوضع القانوني للأطفال المولودين خارج الزواج، ولهذا، فهي ملزمة بضمان توفير الحقوق القانونية للأطفال المولودين خارج الزواج كما تنص عليه هذه الاتفاقية.
يعتبر قانون [272/2004] بخصوص حماية وتعزيز حقوق الطفل، الذي أعيد نشره في عام 2014، قانونًا مهمًا يتعامل مع حقوق الطفل.
بحسب قانون الجرائم الجديد الذي دخل حيز التنفيذ في 1 فبراير عام 2014، المادة 197 بعنوان سوء المعاملة المطبقة على الأشخاص دون السن القانونية يمنع استغلال الأطفال.   سن الرشد العام في رومانيا هو 15 عامًا وقد أقرّت رومانيا أيضًا اتفاقية مجلس أوروبا لحماية الأطفال من الاستغلال والاعتداء الجنسي. وكعضو في الاتحاد الأوروبي، فهي تخضع أيضًا للتوجيه 2011/92/EU للبرلمان الأوروبي والمجلس لتاريخ 13 ديسمبر 2011 حول مكافحة الاعتداء الجنسي والاستغلال الجنسي للأطفال وإباحية الأطفال.
فيما يتعلق بحق التعليم للأطفال، يعتبر الآباء/الأوصياء القانونيون ملزمين بضمان حصول الطفل على التعليم؛ وقد ينتج عن الفشل في هذا ملاحقة قانونية (المادة 380 منع الوصول إلى التعليم العام الإلزامي).
فالآباء/الأوصياء القانونيون ملزمون بضمان عدم انخراط أطفالهم في تصرفات غير مرغوب فيها، على سبيل المثال، بحسب المادة 33 من القانون رقم 61/1991 معاقبة انتهاك النظام العام والمعايير الاجتماعية، فالآباء/الأوصياء القانونيون الذين يفشلون في اتخاذ إجراءات مناسبة لمنع الأطفال تحت سن 16 عامًا من الانخراط في التشرد، التسول، أو الدعارة معرضون لدفع غرامة لمخالفة (قانون رقم 61/1991 عن المخالفات ينطبق فقط في حالات عدم تشكيل فعل الطرف المذنب جريمة جنائية).
أعلنت التقارير القطرية الأمريكية عن ممارسات حقوق الإنسان أن بعض الأطفال، وبالذات من العرق الغجري، ليسوا مسجلين (بالرغم من ان التسجيل عند الولادة إجباري في القانون).
تحت القانون المدني الجديد لرومانيا والذي دخل حيز التنفيذ في شهر أكتوبر عام 2011، حُدِّد الحد الأدنى العام لسن الزواج ليكون 18 عامًا، ولكن بالإمكان تخفيضه إلى 16 في ظروف خاصة بتخويل من المجلس الإداري للمقاطعة. (المادة 272 السن الأدنى للزواج). القانون رقم 288/2007 زاد من السن الأدنى للزواج للبنات، جاعله متساويًا مع السن المسموح به لدى الأولاد؛ قبل هذا القانون، كان من الممكن للبنات أن يتزوجوا في حالات خاصة في سن 15 عامًا وكقاعدة عامة في سن 16 عامًا.
رومانيا هي طرف في اتفاقية لاهاي بخصوص الجوانب المدنية للاختطاف الدولي للأطفال.